# 韩国电子竞技协会
韩国电子竞技协会 (韩语：／ Hanguk eseupojeu-hyeophoe，Korea e-Sports Association，简称KeSPA) 是韩国为管理维护本国电子竞技发展在1999年7月1日建立的协会，此前曾被称为韩国职业选手协会（Korea Pro Game Association，简称KPGA）。该协会为大韩体育会以及国际电子竞技联合会成员。截至2012年7月, 协会共管理25个电子竞技项目，其中包括星际争霸II：虚空之遗(2016年前)、英雄联盟、刀塔2和反恐精英：全球攻势。KeSPA每年会举办KeSPA杯，由多个游戏组成项目。

## 历史
KeSPA于1999年7月1日非正式宣布成立,而经过文化体育观光部批准后正式建立于2000年。其旨在制作电子竞技官方赛事并巩固电子竞技在各个领域的商业地位。协会管理电子竞技的直播、新赛事的组成、职业选手的工作环境，同时鼓励普通民众游玩电子游戏。
2008年SK电讯占据了协会的领导位置，并由Seo Jin-woo担任会长位置。KeSPA管理着如Ongamenet、MBC Game、GOMtv和潘多拉TV，同时还管理着23个电子竞技项目和超过12支电子竞技战队。另外他们还打造了一个排名系统。
2012年5月11日，KeSPA官方宣布了星际争霸：母巢之战向星际争霸2的项目转换，并宣布了与Major League Gaming的合作关系, 后者为帮助KeSPA选手参加MLG赛事的美国电子竞技组织。
2014年10月24日，KeSPA联合Riot Games和Ongamenet发布新闻稿，说明了针对韩国职业电子竞技运动员福利的新政策。其中一些重大变化包括电子竞技职业运动员的最低工资，以及从2016赛季开始为选手和队伍之间的合同设定1年的最低工资。还有许多“英雄联盟”的具体规则变化，包括限制公司最多只能拥有一支队伍（在这之前许多公司拥有两支队伍），每支队伍最多10名选手，并且赛制从杯赛转变为联赛。
2016ESPN发布文章爆料KeSPA将关闭星际争霸职业联赛。文章指出KeSPA会长Jun Byung-hun表示关闭联赛的理由是联赛与选手过少、与赞助商的矛盾以及假赛事件。